# Жёлтый песочек (фильм)
«Жёлтый песочек»  — белорусский исторический фильм, посвященный жертвам политических репрессий в БССР, по одноимённому произведению Василя Быкова.

## Сюжет
Основные события развиваются в период сталинских репрессий, когда в урочище Куропаты, расположенном под Минском, сотрудники НКВД расстреляли около 300 тысяч человек. Главных героев — шестерых заключённых, обвинённых по сфабрикованным делам, везут на расстрел. Каждый смирился со своей участью и по прибытии даже помогает ускорить расправу над собой…

## В ролях
- Помощник коменданта — Алексей Верещако
- Сурвила — Алексей Турович
- Зайковский — Алексей Михайлов
- Следователь — Игорь Николаев
- Часовой — Игорь Дворецкий
- Студентка — Татьяна Корневеец
- Феликс Гром — Владимир Лебедев
- Валерьянов — Геннадий Третьяков
- Шестак — Валентин Соловьёв
- Автух — Михаил Матвеев

## Производство
Сам режиссер позиционирует фильм как «народное кино».
Съёмки проходили в селе Ратомка под Минском.